# Estatua de la Caridad (Almería)

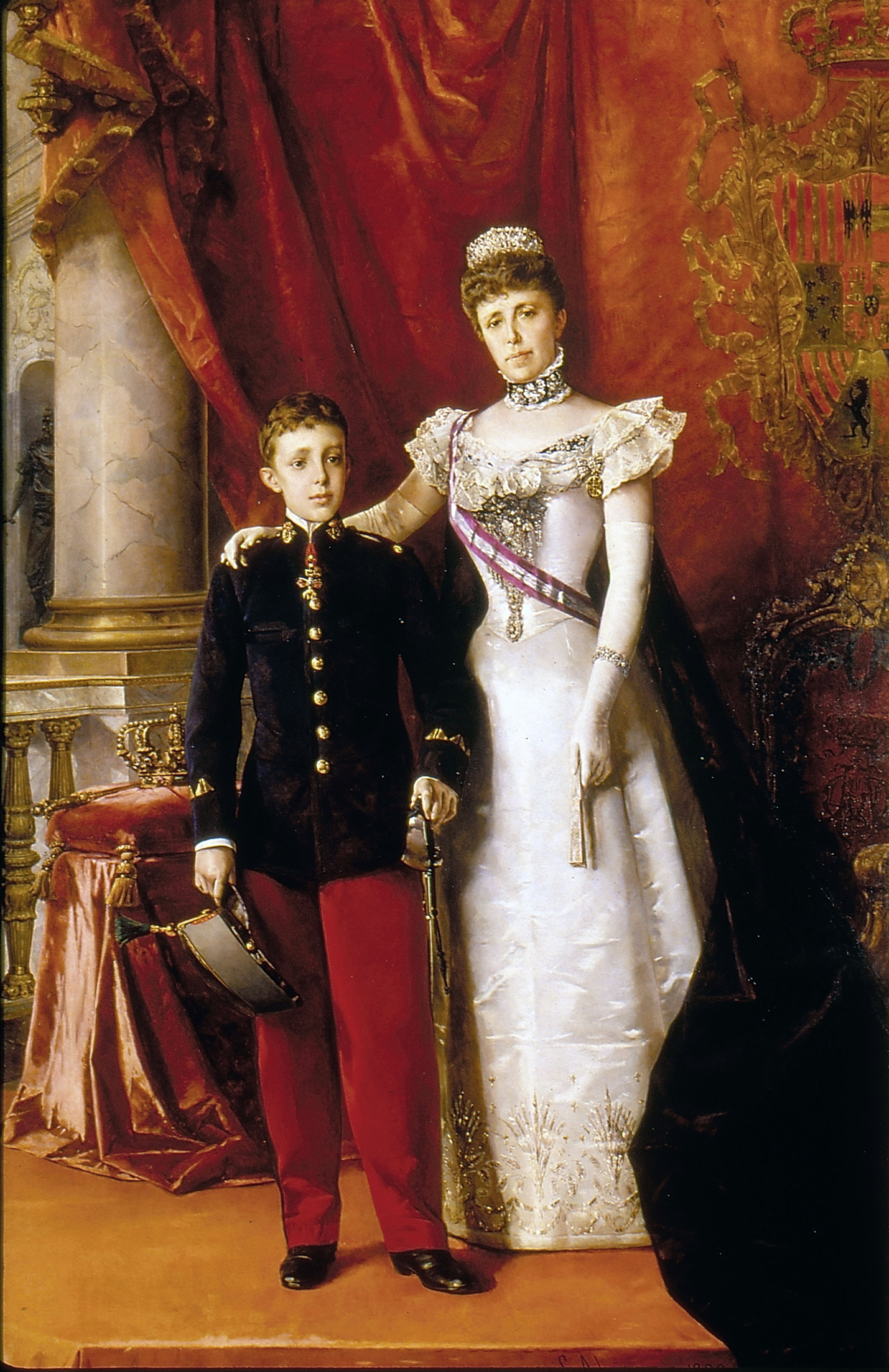
Alfonso XIII y María Cristina la Reina Regente. Cuadro de Luis Álvarez Catalá en 1898.

La Estatua de la Caridad Universal, conocida como “mujer con los niños” o “madre con sus hijos”, es una obra del escultor almeriense Luis Fernández Cortés y está situada en el parque de las velas, extremo sur de la Avenida de Federico García Lorca, en las cercanías de la antigua Plaza Circular, de la ciudad de Almería, Andalucía, España, construida en 1898.
Fue la primera estatua con la que contó la ciudad. Su coste original ascendió a 5.235 pesetas de la época. Sobre sillares de cantería se apoya una figura de hierro, la Caridad o la madre, que sostiene a un niño en brazos y otro aparece agarrado a su falda, que porta en su mano un pergamino con el texto “año 1891”.

## Historia
Fue erigida en recuerdo de las víctimas de las inundaciones sufridas por la ciudad el 11 de septiembre de 1891, unas veinte personas, incluidas cuatro niños. Muestra una mujer abrazada a sus dos hijos. El coste fue sufragado por iniciativa de la Reina Regente María Cristina de Habsburgo-Lorena, durante la minoría de edad del rey Alfonso XIII, quien hizo encauzar la rambla, construir viviendas para los damnificados y el barrio o paseo de la Caridad. En agradecimiento la calle adyacente recibe el nombre de Reina Regente. En esta “Suscripción Nacional” encabezada por la Familia Real participaron activamente miembros del Gobierno, particulares de toda España y muy especialmente la Asociación de la Prensa de Madrid, a cuyas expensas se construyó la escuela y ermita de San Antonio en Los Molinos y el barrio de La Caridad. La recaudación total ascendió a 4.260.000 pesetas.
La idea de erigir esta estatua partió del Diario “La Crónica Meridional”, argumentando el periódico que Almería era: 

”huérfana de ornamentos callejeros”.

 Se dio el visto bueno siempre que no se distrajesen fondos excesivos del total recaudado para los damnificados. El proyecto de afianzamiento en la escalinata de la Plaza Circular fue redactado gratuitamente por el arquitecto Enrique López Rull. Inicialmente se instaló mirando hacia el cauce seco de la rambla, de espaldas a la población.
Finalmente se erigiría mirando hacia el centro de la Plaza, frente al Banco de España y la calle Gerona. La primera piedra se colocó el 10 de noviembre de 1897. La estatua se debe a Luis Fernández Cortés, sobre dibujo de Carlos López Redondo, y fue fundida en los Talleres Francisco Oliveros y Compañía, siendo encargado el Maestro fundidor Antonio Ceballos; la fundición concluyó en agosto. La inauguración fue el 11 de septiembre de 1898, siendo alcalde de Almería Guillermo Verdejo Ramírez.
A ambos lados de la base se colocaron dos lápidas metálicas con los siguientes textos, en caracteres bizantinos:

”Reinando Don Alfonso XIII y en su nombre su Augusta Madre Dª María Cristina, se ejecutaron estas obras de desviación y encauzamiento de la Rambla con fondos de la suscripción nacional iniciada magnánimamente por S. M. la Reina Regente. Se dio principio a los trabajos el año 1894 y se terminaron en 1897”.

”Se han llevado a cabo estas obras para defender a Almería de inundaciones análogas a las del 11 de septiembre de 1891, con la decidida protección de los gobiernos presididos por los Excelentísimos Sres. D. Antonio Cánovas del Castillo y D. Práxedes Mateo Sagasta y bajo la dirección de los Comisarios Regios Excmos. Sres. D. Ventura García Sancho, Marqués de Aguilar de Campoo, y D. Manuel de Eguilor y Llaguno”.

## Restauración
A finales de 2010 una brigada de mantenimiento del Ayuntamiento de Almería dictaminó que el mal estado de la estatua requería una restauración en toda regla, que se llevaría a cabo por parte del Área de Cultura. La herrumbre había desfigurado especialmente el rostro de la mujer.
La Concejalía de Cultura encargó a expertos en restauración de la empresa Dromos un informe al respecto, incluyendo posibilidades de restauración y costes estimados. Las obras incluirían las figuras de hierro fundido, así como los sillares en los que se asienta y la lápida conmemorativa.
En marzo de 2011 se inicia su restauración promovida por el Área de Cultura del Ayuntamiento de Almería, concluyendo unos meses después.